# Asyut-Stauwehr
Das Asyut-Stauwehr (arabisch قناطر أسيوط Qanāṭir Asyūṭ, englisch Assiut Barrage) ist eine Talsperre über den Nil bei Asyut in Ägypten.
Das erste Asyut-Stauwehr wurde zwischen 1898 und 1902 gebaut, um das von der gleichzeitig gebauten, ca. 540 km flussaufwärts gelegenen Assuan-Staumauer aufgestaute und bevorratete Nilwasser während der Niedrigwasserperiode in den Ibrahimiyya-Kanal einzuleiten. Dieser Kanal bewässert auf einer Länge von 350 km die Felder links des Nils und leitet außerdem über den Bahr Yusuf, den Josephskanal, Wasser in das Fayyum-Becken. Zur genauen Regulierung erhielt der Kanal außerdem ein Einlaufbauwerk.
Das erste Asyut-Stauwehr wurde 1938 verstärkt. Die Funktion des Assuan-Stauwehrs wurde inzwischen vom Assuan-Staudamm (Assuan-Hochdamm) übernommen. Von 2012 bis 2018 wurde das neue Asyut-Stauwehr gebaut, es wurde im August 2018 eingeweiht.

## Beschreibung
Das alte Asyut-Stauwehr steht 500 Meter unterhalb des Einlasses des Ibrahimiyya-Kanals. Die Gewichtsstaumauer hat einen geradlinigen Grundriss, ihre Dammkrone ist heute 790 m lang, nachdem Teile der ursprünglichen Mauer und der anschließende Erddamm von den später angelegten Ufermauern verdeckt wurden. Am westlichen Ufer befindet sich ein 30 m breites Schleusenbauwerk mit einer 16 m breiten Schleusenkammer und einer Klappbrücke für die auf der Dammkrone verlaufende zweispurige Straße. Die Mauer ist, von der Fundamentplatte aus gerechnet, 12,5 m hoch. Sie besteht aus Granit-Werksteinblöcken mit einem Kern aus Bruchsteinmauerwerk. Sie hat 111 Grundablasstore, die jeweils 5 m breit und von 2 m starken Pfeilern eingerahmt sind und von einem großen Portalkran auf der Dammkrone bedient werden. Jeder neunte Pfeiler ist jedoch 4 m stark, so dass sich eine lange Reihe mit Gruppen aus jeweils neun Toren ergibt.
Das Einlassbauwerk zum Ibrahimiyya-Kanal (englisch Assiut Head Regulator) steht in Asyut rund 250 m nach dem Beginn des Kanals. Es hat neun jeweils 5 m breite Einlasstore und eine kleinere Schleuse. Über das Bauwerk führt eine zweispurige Straße mit breiten Gehwegen.

## Geschichte
Der Ibrahimiyya-Kanal war von 1867 bis 1873 vom Khediven (Vizekönig) Ismail Pascha angelegt worden, in erster Linie um seine Zuckerrohrfelder ganzjährig bewässern zu können. Er zweigte ohne besondere Einleitungsmaßnahmen in Asyut vom Nil ab und war deshalb von der zwischen Flut und sommerlichem Niedrigwasser stark schwankenden Wasserführung des Nils abhängig.
Muhammad Ali Pascha hatte während seiner von 1805 bis 1848 dauernden Herrschaft über Ägypten den Bau der Delta Barrages befohlen, die zwar erst nach seinem Tod fertiggestellt wurden, mit denen aber die Umstellung der Bewässerungsmethoden am Nil von der saisonalen Bewässerung in Überschwemmungsbassins zur ganzjährigen Bewässerung durch Kanäle eingeleitet wurde.
Die Briten schufen mit dem Projekt, das Nilwasser in Assuan zu stauen und zu bevorraten und in Asyut kontrolliert zwischen dem Fluss und dem Kanal zu verteilen, die Grundlage, die ganzjährige Kanalbewässerung in großem Umfang einzuführen. Das Stauwehr wurde, ebenso wie die Staumauer in Assuan, von William Willcocks und William Edmund Garstin geplant und aufgrund der von Sir Ernest Cassel bereitgestellten Finanzierung von dem Unternehmen Sir John Aird & Co. gebaut. Benjamin Baker war auch hier der beratende Ingenieur.
Die erste Nilflut unmittelbar nach der Fertigstellung des Projektes im Jahr 1902 war außergewöhnlich niedrig und spät. Es bestand die Gefahr, dass ein großer Teil des Maisanbaus mangels Bewässerung nicht stattfinden könne. Aufgrund einer riskanten Entscheidung wurden am 15. August alle Tore in dem neuen Stauwehr geschlossen und der Nil um 1,5 m aufgestaut. Damit stand im Ibrahimiyya-Kanal gerade ausreichend Wasser zur Rettung der Ernte zur Verfügung. Deren Wert wurde auf 600.000 Pfund geschätzt, denen die Baukosten des Stauwehrs von 870.000 Pfund gegenüberstanden.
Das Stauwehr wurde in den Jahren 1934 bis 1938 grundlegend saniert.

## Neue Staustufe
Zwischen 2000 und 2005 kamen verschiedene Überlegungen und von der Kreditanstalt für Wiederaufbau (KfW) finanzierte Machbarkeitsstudien zu dem Ergebnis, dass ein Neubau mit Wasserkraftwerk etwa 200 m unterhalb des existierenden Stauwehrs gegenüber einer erneuten Renovierung die günstigste Lösung sei. Im Sommer 2012 erfolgte die Grundsteinlegung für die neue Staustufe und Wasserkraftanlage, deren Fertigstellung für Ende 2017 geplant war. Das neue Stauwehr, für dessen Bau etwa 7000 Menschen beschäftigt waren, wurde im August 2018 durch den ägyptischen Präsidenten Abd al-Fattah as-Sisi eingeweiht. Die KfW beteiligte sich an der Finanzierung dieses Wasserprojekts mit rund 300 Millionen Euro. Zum neuen Stauwehr gehört ein Wasserkraftwerk mit insgesamt 32 MW Leistung (vier Turbinen mit je 8 MW) und eine Doppelschleuse als Schiffshebewerk für den Schiffsverkehr.